# Eleição presidencial no Brasil em 1894
A eleição presidencial do Brasil de 1894 foi a segunda eleição presidencial e a primeira eleição direta do país. Foi realizada em 1º de março. Nessa eleição, os estados do Paraná, Rio Grande do Sul e Santa Catarina não participaram devido à Revolução Federalista (1893-1895). Essa eleição marca o fim da República da Espada (1889-1894) dos governos militares de Deodoro da Fonseca e Floriano Peixoto, marcando assim, o início da República Oligárquica (1894-1930) dos governos civis que na maioria das vezes representaram os interesses dos grandes cafeicultores.

## Contexto Histórico
O governo constitucional de Deodoro da Fonseca (aliado dos antigos conservadores do Império ) foi marcado por forte tensão política entre suas tendências centralizadoras e as inclinações federalistas da sociedade civil e de parte dos militares, que levou à dissolução do Congresso Nacional. Sob a ameaça da Primeira Revolta da Armada, Deodoro renunciou à presidência em 23 de novembro de 1891.
Eleito vice-presidente em fevereiro de 1891, o veterano da Guerra do Paraguai e marechal Floriano Peixoto (que durante o período monarquico fora ligado ao Partido Liberal)  torna-se presidente do Brasil em novembro do mesmo ano, face à renúncia do então presidente Deodoro da Fonseca, em meio a uma grave crise política.
Seu governo foi marcado por um intenso clima de rebeliões. Em 1892, foi publicado o Manifesto dos 13 generais, que tinha por finalidade contestar a legitimidade do governo de Floriano — constitucionalmente, ele deveria convocar novas eleições, em vez de assumir a presidência até o término do mandato de Deodoro. A Segunda Revolta da Armada, resultado de diversos conflitos entre o Exército e a Marinha, e a Revolução Federalista, crise política de ideais federalistas que buscavam depor o governador gaúcho Júlio de Castilhos, eclodiram ambos em 1893. Floriano debelou estes conflitos violentamente, consolidando-se no poder, o que lhe fez ganhar a alcunha de "Marechal de Ferro".
Apesar da constituição de 1891 versar no artigo 42 novas eleições quando o presidente renunciasse antes de dois anos, Floriano permaneceu em seu cargo, alegando que a própria constituição abria uma exceção, ao determinar que a exigência só se aplicava a presidentes eleitos diretamente pelo povo, assumindo assim o papel de consolidador da República.
Na sucessão presidencial os "governistas" apoiaram Prudente de Moraes, candidato vitorioso no pleito de 1894. O florianismo "de rua", entretanto, defendia a continuidade de Peixoto no poder, mas diante do resultado inverso subsistiu como força política de oposição ao novo governo até a morte de Floriano Peixoto em 29 de junho de 1895, sete meses depois de entregar o governo ao sucessor. Outra corrente de oposição a Prudente de Moraes seriam os monarquistas remanescentes.

## Processo eleitoral da República Velha (1889-1930)
De acordo com a Constituição de 1891 que vigorou durante toda a República Velha (1889-1930), o direito ao voto foi determinado a todos os homens com mais de 21 anos que não fossem analfabetos, religiosos e militares. Mesmo tendo o direito de voto estendido a mais pessoas, pouca parcela da população participava das eleições. A Constituição de 1891 também declarou que todas as eleições presidenciais seriam realizadas em 1º de março.
Durante a República Velha, o Partido Republicano Paulista (PRP) e o Partido Republicano Mineiro (PRM) fizeram alianças para fazer prevalecer seus interesses e se revezarem na Presidência da República, assim, esses partidos na maioria das vezes estiveram a frente do governo, até que essas alianças se quebrassem em 1930. Essas alianças são chamadas de política do café com leite.
Nessa época, o voto não era secreto, e existia grande influência dos coronéis - pessoas que detinham o Poder Executivo municipal, e principalmente o poder militar da região. Os coronéis praticavam a fraude eleitoral e obrigavam as pessoas a votarem em determinado candidato. Com isso, é impossível determinar exatamente os resultados corretos.

## Candidaturas
Duzentos e três (203) nomes foram indicados a presidência, os dois principais foram Prudente de Morais, ex-membro do Partido Liberal do período monarquíco e um republicano histórico, sendo membro do Partido Republicano Paulista desde o ano de 1873, apoiado pelo governo do presidente Floriano Peixoto, e Afonso Pena, também ex-membro do Partido Liberal e que somente se filiou a um partido republicano (o Partido Republicano Mineiro) após a proclamação da república, sendo na época o principal representane da oposição. Para vice-presidente trezentos e trinta e cinco (335) nomes foram indicados, os três principais foram Manuel Vitorino Pereira, José Luís de Almeida Couto e José Paes de Carvalho.

## Resultados
Em 1894, com uma população de aproximadamente quinze milhões e quatrocentas mil pessoas (15.400.000), sendo um milhão e cinquenta mil eleitores (1.050.000), apenas 356 mil (356.000) compareceram à eleição, representando 2,2% da população.
| Eleição para presidente do Brasil em 1894 | Eleição para presidente do Brasil em 1894 | Eleição para presidente do Brasil em 1894 | Eleição para vice-presidente do Brasil em 1894 | Eleição para vice-presidente do Brasil em 1894 | Eleição para vice-presidente do Brasil em 1894 |
| Candidato                                 | Votos                                     | Porcentagem                               | Candidato                                      | Votos                                          | Porcentagem                                    |
| ----------------------------------------- | ----------------------------------------- | ----------------------------------------- | ---------------------------------------------- | ---------------------------------------------- | ---------------------------------------------- |
| Prudente de Morais                        | 290.883(a)                                | 88,38%(a)                                 | Manuel Vitorino Pereira                        | 266.060(c)                                     | 78,36%(c)                                      |
| Afonso Pena                               | 38.291                                    | 11,32%                                    | José Luís de Almeida Couto                     | 31.819                                         | 9,37%                                          |
| José Cesário de Faria Alvim               | 3.719                                     | 1,08%                                     | José Paes de Carvalho                          | 21.160                                         | 6,23%                                          |
| Rui Barbosa                               | 3.718                                     | 1,08%                                     | Gaspar da Silveira Martins                     | 2.467                                          | 0,72%                                          |
| José Luiz de Almeida Couto                | 3.437                                     | 0,99%                                     | Outros                                         | 33.912                                         | 9,99%                                          |
| Lauro Sodré                               | 1.876(b)                                  | 0,54%(b)                                  |                                                |                                                |                                                |
| Outros                                    | 3.092                                     | 0,89%                                     |                                                |                                                |                                                |
| Votos nominais                            | Votos nominais                            | 345.016                                   | Votos nominais                                 | Votos nominais                                 | 355.418                                        |
| Votos brancos/nulos                       | Votos brancos/nulos                       | 10.903                                    | Votos brancos/nulos                            | Votos brancos/nulos                            | 16.464                                         |
| Total                                     | Total                                     | 355.919                                   | Total                                          | Total                                          | 371.882                                        |
| Fonte:                                    |                                           |                                           |                                                |                                                |                                                |

(a) O professor Walter Costa Porto evidencia 276.583 votos para Prudente.

(b) O professor Walter Costa Porto evidencia 1.983 votos para Lauro Sodré.

(c) O professor Walter Costa Porto evidencia 249.638 votos para Manuel Vitorino.

Nota geral: os valores são incertos (ver processo eleitoral).